# Ernst Nievergelt
Ernst Nievergelt (Zúric, 23 de març de 1910 - Kappel am Albis, 1 de juliol de 1999) va ser un ciclista suís, que fou professional entre 1937 i 1939.
El 1936 va prendre part en els Jocs Olímpics de Berlín, en què guanyà dues medalles, una de planta en la prova de ruta per equips, junt a Edgar Buchwalder i Kurt Ott; i una de bronze en la prova en ruta individual.

## Palmarès
- 1936
  -  2n de la prova en ruta per equips
  -  3r de la prova en ruta individual
- 1938
  - Vencedor d'una etapa a la Volta a Alemanya